# Eschenmühle
Eschenmühle ist ein Gemeindeteil der Gemeinde Mistelgau im Landkreis Bayreuth (Oberfranken, Bayern). Eschenmühle liegt in der Gemarkung Seitenbach.

## Geografie
Die Einöde liegt am Eschenbach, einem rechten Zufluss der Truppach. Der Feilbrunnenbach mündet dort rechts in den Eschenbach. Unmittelbar westlich des Ortes beginnt das Waldgebiet Ottenreut. Ein Anliegerweg führt 100 Meter weiter nördlich zur Staatsstraße 2186 zwischen Obernsees und Engelmeß.

## Geschichte
Eschenmühle gehörte zur Realgemeinde Geislareuth. Gegen Ende des 18. Jahrhunderts bestand Eschenmühle aus einem Anwesen. Die Hochgerichtsbarkeit stand dem bayreuthischen Stadtvogteiamt Bayreuth zu. Grundherr der Mühle war das Hofkastenamt Bayreuth.
Von 1797 bis 1810 unterstand der Ort dem Justiz- und Kammeramt Bayreuth. Mit dem Gemeindeedikt wurde Eschenmühle dem 1812 gebildeten Steuerdistrikt Mistelgau und der gleichzeitig gebildeten Ruralgemeinde Geislareuth zugewiesen. Mit dem Gemeindeedikt von 1818 erfolgte die Umgemeindung nach Seitenbach. Am 1. Januar 1972 wurde Eschenmühle im Zuge der Gebietsreform in Bayern in die Gemeinde Mistelgau eingegliedert.

### Einwohnerentwicklung
| Jahr      | 001822 | 001861 | 001871 | 001885 | 001900 | 001925 | 001950 | 001961 | 001970 | 001987 |
| Einwohner | 5      | 8      | 10     | 8      | 10     | 8      | 7      | 6      | 8      | 5      |
| Häuser    | 1      |        |        | 1      | 1      | 1      | 1      | 1      |        | 1      |
| Quelle    | [ 6 ]  | [ 9 ]  | [ 10 ] | [ 11 ] | [ 12 ] | [ 13 ] | [ 14 ] | [ 15 ] | [ 16 ] | [ 1 ]  |

## Religion
Eschenmühle ist evangelisch-lutherisch geprägt und nach St. Peter und Paul (Busbach) gepfarrt.